# Очокочи
Очоко́чи — в грузинской мифологии получеловек-полукозёл, злое лесное божество, находящееся в постоянном конфликте с охотниками и собирателями.
Согласно преданиям, Очокочи представлялся огромным, покрытым рыжей (цвета ржавчины) шерстью чудовищем с длинными острыми когтями. Отличительной особенностью Очокочи был топорообразный горб, росший из грудной клетки, используемый им, чтобы рассекать противников надвое. Очокочи был лишён дара речи, но звуки его рокочущего голоса повергали людей в неописуемый страх. Очокочи наиболее близок персонаж древнегреческих мифов Пан, являвшийся подобно Очокочи получеловеком-полукозлом и имевший способность вселять в людей неконтролируемый ужас (сеять панику). Согласно наиболее распространённым сюжетам, Очокочи стремился завоевать любовь лесной царицы Ткаши-мапа. Убитый охотниками Очокочи имел также способность оживать после повторного выстрела или удара меча.
Очокочи является наиболее распространённым персонажем детских страшилок, которыми до сих пор в Западной Грузии пугают непослушных детей.